# Grażyna Dyląg
Grażyna Dyląg, także Grazyna Dylong, (ur. 17 stycznia 1954 w Bytomiu) – polska aktorka, reżyser, pedagog.

## Życiorys
Mieszkała w Rudzie Śląskiej. Absolwentka IX Liceum Ogólnokształcącgo im. J. Kawalca w Katowicach. W 1978 ukończyła studia na Wydziale Lalkarskim we Wrocławiu Państwowej Wyższej Szkoły Teatralnej im. Ludwika Solskiego w Krakowie. W latach 1978–79 występowała w Teatrze Śląskim im. Wyspiańskiego w Katowicach, w latach 1979-81 była aktorką Teatru Narodowego w Warszawie.
Od 1981 mieszka w Niemczech i Austrii. Wykłada na uczelniach teatralnych w Niemczech i Austrii, m.in.:
- 1982–1986 docent na Fritz-Kirchoff-Schauspielschule w Berlinie Zachodnim
- 1986–1992 profesor wizytujący (Gastprofessorin) w Mozarteum w Salzburgu
- 1992–1995   funkcja profesora zwyczajnego (Ordentliche Hochschulprofessorin) na Ernst Busch-Schauspielschule w Berlinie
- od 1995 profesor zwyczajny uniwersytetu (Ordentliche Hochschulprofessorin) na Universität für Musik und darstellende Kunst Wien (Max Reinhardt Seminar) w Wiedniu[4].

Prowadziła Master Class na różnych międzynarodowych uczelniach i festiwalach, m.in. F.I.N.D Plus Schaubühne Berlin.
Od 2013 występowała w Josefstadttheater w Wiedniu – "Chuzpe" Lily Brett, reż. Dieter Berner.
W 2004 została odznaczona Krzyżem Kawalerskim Orderu Zasługi RP.

## Wybrana filmografia
- 1978 – Umarli rzucają cień jako Maria
- 1979 – Prawo głosu jako Wanda (spektakl telewizyjny)
- 1980 – Gorączka jako Cecylia, żona Kiełzy
- 1981 – 07 zgłoś się odc. 12 Ścigany przez samego siebie jako Klementyna Nawrocka
- 1981 – Czwartki ubogich jako Krystyna Grochowska
- 1984 – Der Millionen Coup jaki Tammy Venasca (niemiecki serial telewizyjny)
- 1985 – Nie pora na śmierć (Danger, keine Zeit zum Sterben jako Judy Staufer, niemiecki film telewizyjny)
- 1986 – Tatort  (niemiecki serial telewizyjny)
- 1986 – Roncalli (niemiecki serial telewizyjny)
- 1987 – Va banque (niemiecki serial telewizyjny)
- 1988 – Na srebrnym globie jako Ihezal (reż. Andrzej Żuławski)
- 1988 – Großstadtrevier (niemiecki serial telewizyjny)
- 1989 –  Ein Fall fur Zwei odc. Zyankali niemiecki serial telewizyjny
- 1991 – Błękitna nuta jako Laura Czosnowska
- 1992 – Bistro, Bistro (niemiecki serial telewizyjny)
- 1994 – Żabi skok jako Sonja Ziemann
- 2001 – Gelbe Kirschen (austriacki film fabularny, reż. Leopold Lummerstorfer)
- 2005 – Balko (niemiecki serial telewizyjny)
- 2012 – Schnell ermittelt (austriacki serial telewizyjny)